# Добрышин, Филипп Николаевич
Филипп Николаевич Добрышин (8 декабря 1855 — 1920, Москва) — русский и советский военачальник, генерал-лейтенант русской императорской армии.

## Биография
Происходил из дворян Орловской губернии, сын начальника артиллерии Одесского военного округа генерал-лейтенанта Николая Филипповича Добрышина.
- Окончил Московскую гражданскую гимназию.
- 28 августа 1875 — Поступил на военную службу.
- 1878 — Окончил 3-е военное Александровское и Михайловское артиллерийское училища, выпущен из портупей-юнкеров подпоручиком в 13-ю артиллерийскую бригаду.
- Переведен в 3-ю резервную артиллерийскую бригаду.
- 18 декабря 1878 — Поручик.
- 1 декабря 1885 — Штабс-капитан.
- 1886 — Окончил Николаевскую академию Генерального штаба по 1-му разряду.
- 21 марта 1886 — Капитан. Состоял при Московском военном округе.
- 25 ноября 1886 — Обер-офицер для поручений при штабе Московского военного округа.
- 4 октября 1888 — 4 октября 1889 — Цензовое командование ротой во 2-м гренадерском Ростовском полку.
- 21 июня 1890 — Прикомандирован к Московскому пехотному юнкерскому училищу для преподавания военных наук.
- 30 августа 1890 — Подполковник.
- 9 апреля 1894 — Штаб-офицер для поручений при штабе XIII армейского корпуса.
- 1894 — Полковник (за отличие).
- 1895 — Цензовое командование батальоном в 4-м пехотном Копорском полку.
- 22 января 1896 — Заведующий передвижениями войск по железнодорожным и водным путям Казанского района.
- 18 ноября 1896 — Заведующий передвижениями войск по железнодорожным и водным путям Московско-Архангельского района.
- 4 декабря 1899 — Начальник штаба 1-й гренадерской дивизии.
- 18 декабря 1901 — Командир 12-го гренадерского Астраханского полка.
- 1903 — Генерал-майор (за отличие).
- 6 декабря 1903 — Начальник отдела управления военных сообщений Главного Штаба.
- 25 июня 1905 — Начальник отдела управления военных сообщений ГУГШ.
- 17 июля 1907 — Начальник отдела военных сообщений ГУГШ.
- 14-18 августа 1909 — Участвовал от лица Военного ведомства в Рижском автопробеге на штабном автомобиле "Бенц" (за рулем был шофер-солдат), получил Главный приз Великого князя Михаила Александровича.
- 1909 — Генерал-лейтенант (за отличие).
- 9 мая 1914 — Начальник 3-й гренадерской дивизии.
- 19 сентября 1914 — В резерве чинов при штабе Киевского военного округа.
- Октябрь 1914 — Начальник Львовского железнодорожного узла.
- Ноябрь 1914 — Отозван в Брест-Литовск в распоряжение главного начальника снабжений армий Юго-Западного фронта.
- 12 мая 1915 — И. д. начальника штаба Казанского военного округа
- 24 января 1917 — Начальник штаба Казанского военного округа.
- 25 марта 1917 — В резерве чинов Казанского военного округа.
- 12 мая 1917 — В резерве чинов Московского военного округа.
- Январь 1918 — Уволен в отставку.
- Июнь 1918 — Добровольно вступил в РККА, член Технического комитета при главном начальнике снабжений РККА.

Добрышин Филипп Николаевич был одним из учредителей Императорского Всероссийского аэроклуба (ИВАК).
Похоронен на Новодевичьем кладбище в Москве.

## Отличия
- Орден Святого Станислава III степени (1881)
- Орден Святой Анны III степени (1888)
- Орден Святого Станислава II степени (1892)
- Орден Святой Анны II степени (1899)
- Орден Святого Владимира IV степени (1903)
- Орден Святого Владимира III степени (1905)
- Орден Святого Станислава I степени (1906)
- Орден Святой Анны I степени (1907)
- Орден Святого Владимира II степени (06.12.1912)